# Cozumel (zona arqueológica)

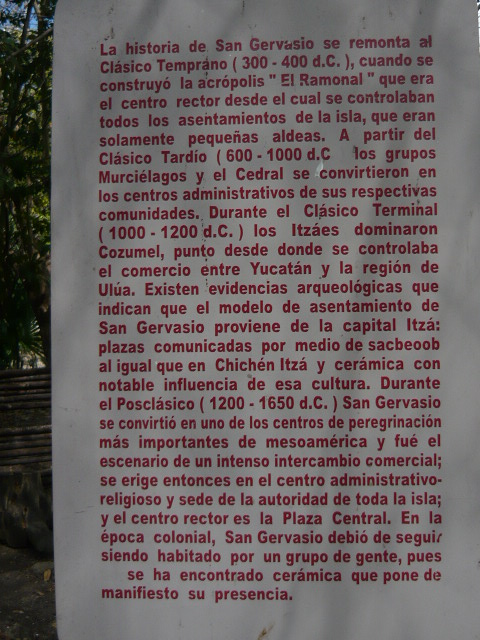
Datos históricos del sitio de San Gervasio ofrecidos por el INAH a la entrada del yacimiento.

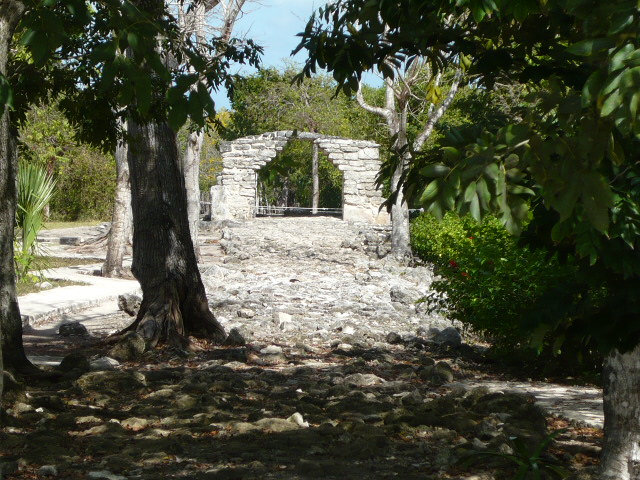
El arco maya en el yacimiento de San Gervasio, Cozumel.

La isla de Cozumel ubicada frente a la costa del mar Caribe, del estado de Quintana Roo en México cuenta con más de diez sitios arqueológicos de la cultura maya precolombina registrados. No todos ellos están abiertos al público. El más importante es el denominado San Gervasio.
El yacimiento de San Gervasio fue lugar de culto a la diosa maya de la fertilidad, Ix Chel, y hasta este lugar viajaban para venerarla los creyentes mayas durante ciertas épocas del año. San Gervasio se encuentra en un parque protegido de México.
La visita turística del yacimiento, conservado y protegido por el Instituto Nacional de Antropología e Historia, se hace en aproximadamente tres horas y se camina una distancia total de cerca de 3 km.

## Historia de San Gervasio
Este yacimiento fue conocido por los europeos durante las primeras exploraciones que hicieron a la isla de Cozumel, durante la primera parte del siglo XVI, previas al inicio de las hostilidades entre españoles y los indígenas mayas que ahí vivían, que condujeron finalmente a la conquista de Yucatán.

## Estructuras dentro del yacimiento de San Gervasio
Hay diversas estructuras en el lugar. Entre otras:

### Manitas

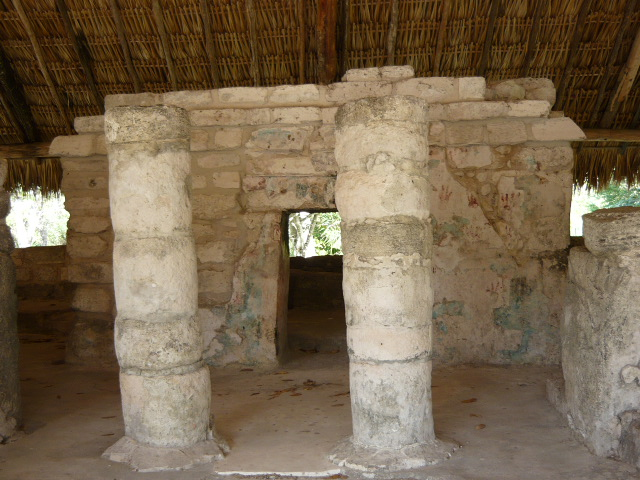
Estructura denominada Manitas en San Gervasio.

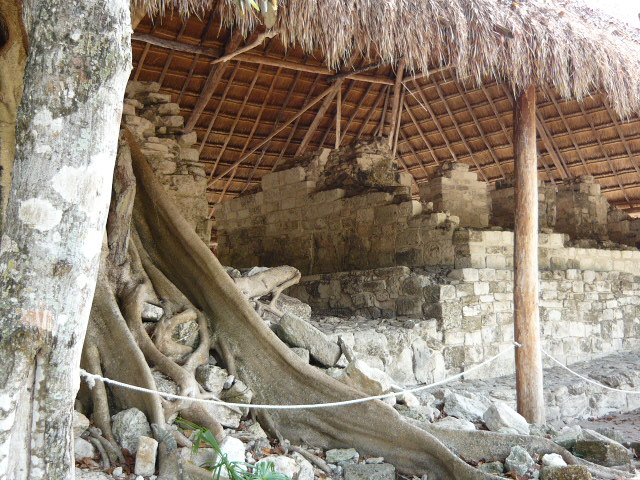
Estructura en la Plaza Principal de San Gervasio.

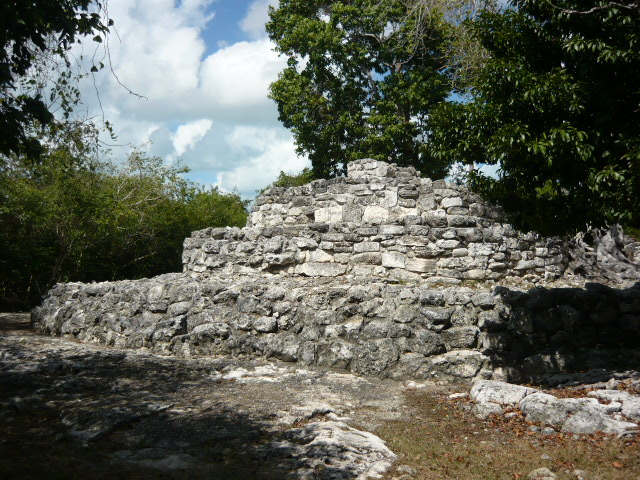
Estructura dentro del conjunto llamado Murciélagos, en San Gervasio.

La estructura data del periodo clásico terminal: 1000 a 1200 d. C. Fue posiblemente la residencia de Ah Hulneb, señor Itzá de Cozumel, hacia el siglo XI y el pequeño templo incorporado, su santuario particular.  Consta de una recámara exterior y de un altar interior. El nombre del edificio deriva de las manos impresas en color rojo en algunos muros interiores.

### Chi Chan Nah
Este es el edificio menor de San Gervasio. El propósito del mismo no ha sido determinado aunque es probable que haya servido para rituales. Hay varias señales posiblemente identificando a las familias que residieron en Manitas.

### Ka'Na Nah(Casa Alta)
Esta es la mayor de las estructuras del sitio. Se cree que este edificio ocupó el centro de un posible templo a la diosa Ix Chel. En la parte posterior del edificio se encuentra un cenote (de los varios que existen en el yacimiento), que se piensa sirvió de fuente de agua potable para la población.

### El Arco
Este arco de corte clásico maya provee una entrada hacia la Plaza Central del yacimiento.  Se pasaba por este arco caminando por un Sacbé que intercomunica el sitio. El arco es similar al que puede encontrarse en otros yacimientos mayas de la región, como en  Chichén Itzá, Labná o Kabáh.

### Plaza Central
La Plaza consiste en un conjunto de edificaciones de planta rectangular ordenadas y dispuestas a la manera de un foro romano. Nueve estructuras pétreas forman el conjunto, aunque los arqueólogos especulan que había otras edificaciones construidas de madera y paja que acompañaban estos edificios en la Plaza y entre ésta y la estructura de "Manitas".
Las edificaciones que subsisten tenían diversos propósitos. Una de ellas parece haber tenido un fin habitacional. Las otras fueron almacenes y posiblemente también tuvieron una función ritual.

### Nohoch Nah(Casa grande)
Se trata de un edificio circular que aún conserva su techumbre. También han sido preservados algunos acabados interiores pintados en colores ocre y azules. Parece haber sido una edificación con fines ceremoniales.

### Murciélagos
Está conformada por un conjunto de pequeñas edificaciones con cierta semejanza a la Plaza Central. Parece que este conjunto fue el primero en construirse en el complejo de San Gervasio. Conforme el conjunto se popularizó y los peregrinos aumentaron, fueron construidos los otros segmentos del gran conjunto. De alguna manera las edificaciones duplicaban su función de manera que pudiera aumentarse la capacidad de recepción de público al lugar. Contiene este conjunto una estructura circular, poco frecuente en la región.